# Ingrid Schoeller
Ingrid Schoeller (Colonia, 1942) è un'attrice e cantante tedesca.

## Biografia
Tra il 1962 e il 1969 partecipò a una quindicina di pellicole nel cinema italiano, perlopiù di spionaggio; ebbe un ruolo da protagonista in A 008, operazione Sterminio. In televisione comparve in alcune serie (Il santo, Le spie e Le terre del Sacramento) e condusse accanto a Christian De Sica e Anna Maria Rizzoli il varietà Alle 7 della sera, nel 1974. Nel 1989, dopo diversi anni di silenzio, riapparve nel ruolo di Gertrud nella serie televisiva Ovidio.
Come cantante incise quattro singoli per la Jolly e la Durium tra il 1965 e il 1968.

## Filmografia

### Cinema
- Arrivano i titani, regia di Duccio Tessari (1962)
- I Don Giovanni della Costa Azzurra, regia di Vittorio Sala (1962)
- Il vendicatore mascherato, regia di Pino Mercanti (1964)
- Il treno del sabato, regia di Vittorio Sala (1964)
- La cambiale, episodio de I maniaci, regia di Lucio Fulci (1964)
- Via Veneto, regia di Giuseppe Lipartiti (1964)
- 00-2 agenti segretissimi, regia di Lucio Fulci (1964)
- A 008, operazione Sterminio, regia di Umberto Lenzi (1965)
- Ischia operazione amore, regia di Vittorio Sala (1966)
- Per un pugno di canzoni, regia di José Luis Merino (1966)
- Il figlio di Django, regia di Osvaldo Civirani (1967)
- Come rubare un quintale di diamanti in Russia, regia di Guido Malatesta (1967)
- Delitto a Posillipo, regia di Renato Parravicini (1967)
- Sigpress contro Scotland Yard, regia di Guido Zurli (1968)
- Il figlio di Aquila Nera, regia di Guido Malatesta (1968)
- Tempo di Charleston, regia di Julio Diamante (1969)
- C'era una volta un gangster, regia di Marco Masi (1969)

### Televisione
- Il Santo – serie TV, un episodio (1964)
- Le spie (I Spy) – serie TV, un episodio (1966)
- Le terre del Sacramento, regia di Silverio Blasi – miniserie TV (1970)
- Ovidio – serie TV, 35 episodi (1989)

## Doppiatrici italiane
Nelle versioni italiane dei suoi film, Ingrid Schoeller è stata doppiata da:
- Fiorella Betti ne Il figlio di Django, Il figlio di Aquila Nera
- Rosetta Calavetta in Arrivano i titani
- Noemi Gifuni in 00-2 agenti segretissimi
- Rita Savagnone in A 008 operazione Sterminio

## Discografia

### 45 giri
- Amore ti amo/Se te ne andrai – Jolly J 20326 (1965)
- Meine liebe/Non puoi nasconderlo – Durium Ld A 7471 (1966)
- Ieri, domani/Dimentichiamoci di noi – Durium Ld A 7496 (1967)
- Se cerchi amore/Se passerai di qui – Durium Ld A 7544 (1968)